# Гарбин, Эдоардо
Эдоардо Гарбин (итал. Edoardo Garbin; 12 марта 1865, Падуя — 12 апреля 1943, Брешиа) — итальянский оперный певец (тенор).
Учился пению в своём родном городе у Антонио Сельвы, дебютировал в 1891 г. в Виченце в партии дона Альваро («Сила судьбы» Джузеппе Верди), затем выступал в Неаполе и Генуе. Наибольшее влияние, однако, оказало на Гарбина творческое взаимодействие с певицей Аделиной Штеле, вместе с которой в 1893 г. он вошёл в число первых исполнителей оперы Верди «Фальстаф» на сцене миланской Ла Скала (Верди лично готовил певца к премьере на протяжении месяца, частная переписка сохранила множественные выражения его недовольства своим учеником). В 1896 г. Гарбин и Штеле поженились.
Имя Гарбина носит улица в Риме (итал. Via Edoardo Garbin).